# Виланова дел Гебо-Валдентро (Ровиго)
Виланова дел Гебо-Валдентро је насеље у Италији у округу Ровиго, региону Венето.
Према процени из 2011. у насељу је живело 274 становника. Насеље се налази на надморској висини од 6 м.